# Qibya
Qibya (arabe : قبية) est un village palestinien de Cisjordanie situé 30 km au nord-ouest de Ramallah et juste au nord de Modi'in. Le village comptait 4901 habitants en 2007. Il est surtout connu à la suite du massacre de Qibya mené par l'unité 101 en 1953 sous les ordres d'Ariel Sharon et qui fit près de 70 victimes.